# تشاد بيلنغسلي
تشاد بيلنغسلي (بالإنجليزية: Chad Billingsley)‏ هو لاعب كرة قاعدة أمريكي، ولد في 29 يوليو 1984 في ديفايانس في الولايات المتحدة.

## وصلات خارجية
- تشاد بيلنغسلي على موقع دوري كرة القاعدة الرئيسي (الإنجليزية)
- تشاد بيلنغسلي على موقعبيزبول رفرنس.كوم (الدوري الرئيسي) (الإنجليزية)
- تشاد بيلنغسلي على موقعبيزبول رفرنس.كوم (الدوري الثانوي) (الإنجليزية)
- تشاد بيلنغسلي على موقع إي إس بي إن.كوم (أم.أل.بي) (الإنجليزية)
- تشاد بيلنغسلي على موقع مشجعي الرسوم البيانية (الإنجليزية)